# (35701) 1999 FF7
1999 FF7 (asteroide 35701) é um asteroide da cintura principal. Possui uma excentricidade de 0.09119640 e uma inclinação de 3.79357º.
Este asteroide foi descoberto no dia 16 de março de 1999 por Korado Korlević em Visnjan.